# Sant Just d'Odèn
Sant Just d'Odèn és una església d'Odèn (Solsonès) inclosa a l'Inventari del Patrimoni Arquitectònic de Catalunya.

## Situació
Es troba al sud-oest del terme municipal, a la carena de la Serra de Sant Just que tanca la petita coma de la Valldan per migjorn. Pel seu costat hi passa el camí de Cambrils a Oliana que aquí coincideix amb el traçat del GR-1, sender de gran recorregut que travessa el Prepirineu català des de Sant Martí d'Empúries fins al Pont de Muntanyana.
Per anar-hi cal prendre la carretera asfaltada d'Oliana a la Valldan, que s'inicia al punt quilomètric 142,3 de la C-14 (Eix Tarragona-Andorra), un cop passat el nucli d'Oliana (42° 04′ 28″ N, 1° 18′ 28″ E / 42.074450°N,1.307674°E). Està ben senyalitzada. Als 3,4 km, en l'indret anomenat coll del Vent(42° 05′ 05″ N, 1° 20′ 35″ E / 42.084766°N,1.343124°E), es troba un pal indicador del GR-1 senyalant el sender ben visible que puja a la dreta i remunta la Serra de Sant Just. Salvat un desnivell de 100 metres s'arriba a l'església.

## Descripció

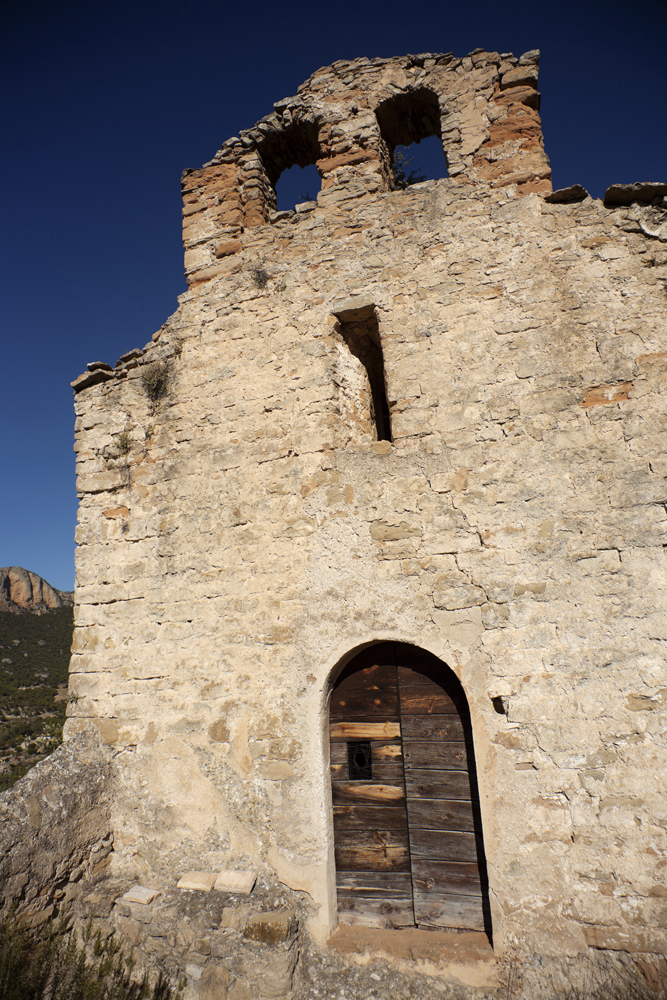
Frontis de l'església

Església d'una nau i absis rodó. Les seves mides són 5,70x11,70 metres. Està orientada en direcció nord-est. La nau està coberta amb volta de canó. Arcs presbiterals i torals de mig punt. L'absis està deformat a l'interior, ja que van intentar fer-lo rectangular i van tallar els muntants de l'arc que inicia l'absis.
La porta actual es troba al frontis. La romànica, al costat de l'epístola, és d'arc de mig punt i adovellada. Dues finestres, una a l'absis de doble esqueixada i arc de mig punt adovellat i l'altra, al mur del costat de l'epístola, d'una esqueixada i arc monolític.
Parament de pedres escairades a cops de maceta i en fileres.

## Història
Església no esmentada a l'Acta de Consagració i Dotació de la Catedral d'Urgell, l'any 839.